# Plastocerus campanulatus
Plastocerus campanulatus is een keversoort uit de familie Plastoceridae. De wetenschappelijke naam van de soort is voor het eerst geldig gepubliceerd in 1946 door Van Dyke.